# Collina glabicira
Collina glabicira es una especie de araña araneomorfa de la familia Araneidae. Es el único miembro del género monotípico Collina. Es originaria de Tasmania.